# 俄土戰爭 (1568年—1570年)
俄土戰爭，又称顿河-伏尔加河-阿斯特拉罕战役，奥斯曼帝国文献称为阿斯特拉罕遠征，是鄂圖曼帝國與俄羅斯沙皇國之间争夺阿斯特拉罕汗国的戰爭。这场战事是十二场俄土战争中的第一场。
1556年，伊凡雷帝征服了阿斯特拉罕汗國，并在一座可以眺望伏尔加河的陡峭山丘上修筑了一座堡垒。
1568年，塞利姆二世治下的奥斯曼帝国最高行政官员，大維齊爾索庫魯·穆罕默德帕夏见证了帝国与她未来的北方宿敌俄罗斯的首次遭遇。从其结果可以预见未来一系列即将发生的灾祸。挖掘運河连接伏爾加河與頓河的计划被君士坦丁堡否决。
1569年夏天，为了回应莫斯科方面针对奥斯曼商人和朝圣者的干扰，奥斯曼帝国派出卡西姆帕夏，率领一支由2万土耳其士兵和5万鞑靼士兵组成的庞大军队，围攻阿斯特拉罕城。同时派出一支舰队封锁亚速港。然而由守将瑟勒布连尼·奥博连斯基亲王从城内率领的突击队击退了围城军队。一支3万人的俄罗斯援军驱散了劳工，击溃了保护劳工的鞑靼人军队。在撤退的路上，这些劳工和士兵有70%以上要么被冻死在干草原上，要么被切尔克斯人袭击杀害。奥斯曼舰队则毁于一场风暴。
奥斯曼帝国虽然军事上彻底战败，但保护了连接中亚的商道，摧毁了俄罗斯在捷列克河上的堡垒。
1570年俄國大使在伊斯坦布爾簽署互不侵犯條約，這恢復了蘇丹和俄國之間的良好關係。